# Банкер-Хилл (гора)
Банкер-Хилл — самая высокая гора в округе Ландер, в пределах хребта Тойябе в центральной Неваде, Соединённые Штаты Америки. Это двадцать вторая по высоте гора в штате. Пик находится в районе Остин-Рейнджер Национального леса Гумбольдт-Тойябе, примерно в 17 милях к югу от городка Остин и чуть северо-западнее городка Кингстон.